# Chomranice
Chomranice ist eine Ortschaft mit einem Schulzenamt der Gemeinde Chełmiec im Powiat Nowosądecki der Woiwodschaft Kleinpolen in Polen.

## Geographie

Der Ort liegt am linken Ufer des Smolniks, einem linken Zufluss des Dunajec, in den Inselbeskiden, 9 Kilometer nordwestlich der Stadt Nowy Sącz (Neu Sandez). Die Nachbarorte sind Zawadka im Norden, Wola Marcinkowska im Osten, Trzetrzewina im Südosten, Krasne Potockie im Südwesten, sowie Kłodne im Westen.

## Geschichte
Der Ort wurde im Jahr 1316 als Chomoranic erstmals urkundlich erwähnt. Der patronymische Name ist vom Personennamen Chomran (vergleiche Chomra, möglicherweise vom Kern *xom- drücken, pressen) abgeleitet.
Die Pfarrei Chomorawicz wurde erstmals urkundlich im Peterspfennigregister des Jahres 1325/1326 im Dekanat Sącz des Bistums Krakau erwähnt.
Politisch und administrativ gehörte das private Dorf zum Königreich Polen (ab 1569 in der Adelsrepublik Polen-Litauen), Woiwodschaft Krakau, Kreis Sącz. In der Zeit der Reformation um das Jahr 1600 wurde die Ortskirche zum Sitz einer reformierten und später einer arianischen Gemeinde, d. h. der Polnischen Brüder.
Nach der Ersten Teilung Polens kam Chomranice zum neuen Königreich Galizien und Lodomerien des habsburgischen Kaiserreichs (ab 1804).
1918, nach dem Ende des Ersten Weltkriegs und dem Zusammenbruch der k.u.k. Monarchie, kam Chomranice zu Polen. Unterbrochen wurde dies durch die Besetzung Polens durch die Wehrmacht im Zweiten Weltkrieg, während der es zum Distrikt Krakau im Generalgouvernement gehörte.
Von 1975 bis 1998 gehörte Chomranice zur Woiwodschaft Nowy Sącz.

## Sehenswürdigkeiten

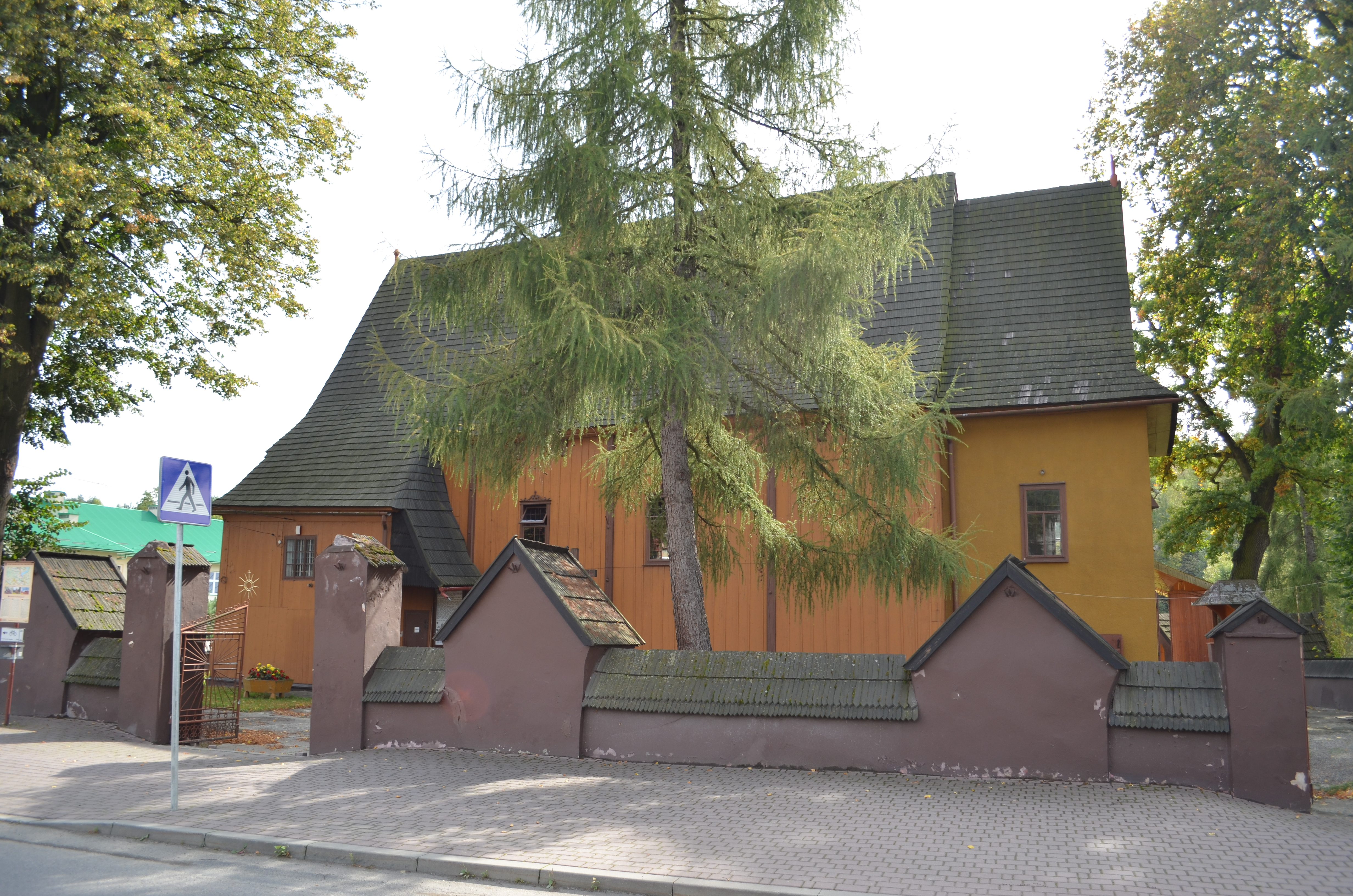
Holzkirche

- Alte Holzkirche aus dem Jahr 1692 mit barokischer Ausstattung, in der zweiten Hälfte des 19. Jahrhunderts wurde eine Kapelle angebaut; daneben ein hölzerner Glockenturm aus dem späten 17. Jahrhundert.[1]

## Söhne und Töchter des Ortes
- Wiesław Janczyk (* 1964), polnischer Politiker (PiS)